# سگ‌های پوشالی (فیلم ۲۰۱۱)
سگ‌های پوشالی (انگلیسی: Straw Dogs) یک فیلم تریلر روانشناسانه به کارگردانی راد لوری است که در سال ۲۰۱۱ منتشر شد.
این فیلم، بازسازیِ فیلمِ مشهورِ سگ‌های پوشالی به کارگردانی سام پکینپا است.

## بازیگران
- جیمز مارسدن
- کیت باسورث
- الکساندر اسکاشگورد
- جیمز وودز
- دامینیک پرسل
- لاز آلونسو
- ویلا هلند
- انسون مونت
- والتون گوگینس
- ریس کویرو
- درو پاوِل